# Харада Масахіко (боксер)
Харада Масахіко (яп. 原田政彦; 5 квітня 1943, Осака) — японський професійний боксер, чемпіон світу WBA (1962—1963) у найлегшій вазі та WBA (1965—1968) і WBC (1965—1968) в легшій вазі.
Більш відомим був під ім'ям Бойовий Харада / Файтінг Харада (англ. Fighting Harada). Наразі «Fighting» розглядається як відсутня назва в Японській боксерській раді (JBC), і активні бійці не можуть називати себе цим ім’ям.
1995 року був прийнятий до Міжнародної зали боксерської слави.
2002 року журнал «Ринг» визнав Хараду 32-им у списку з 40 найкращих боксерів за останні 80 років.

## Професіональна кар'єра
Дебютував на професійному рингу у віці 16 років і виграв свої перші двадцять п'ять поєдинків. Серед тих, кого він переміг протягом цього періоду, був майбутній чемпіон світу Ебіхара Хіроюкі, який не знав поразок у дев’яти боях до зустрічі з Харадою.
14 червня 1962 року Харада зазнав першої поразки. Та вже 10 жовтня 1962 року в Токіо в бою з чемпіоном WBA у найлегшій вазі Поне Кінгпетч (Таїланд), нокаутувавши суперника в одинадцятому раунді, заволодів першим у своїй кар'єрі титулом. В реванші, який пройшов 12 січня 1963 року в Бангкокі, Харада поступився рішенням більшості.
Здобувши ще чотири перемоги поспіль, 26 вересня 1963 року програв нокаутом у шостому раунді Хосе Меделу (Мексика).
Здобувши після цього сім перемог, 18 травня 1965 року вийшов на 15-раундовий бій проти чемпіона WBA і WBC в легшій вазі Едера Жофре (Бразилія) і здобув перемогу розділеним рішенням. Впродовж 1965—1967 років провів 11 переможних боїв (у тому числі 4 захисти титулів проти Алана Рудкіна (Велика Британія), Едера Жофре, Хосе Медела і Бернардо Карабальо (Колумбія)).
27 лютого 1968 року програв одностайним рішенням Лайонелу Роузу (Австралія) і втратив звання чемпіона.
Залишившись без титулів, Харада націлився на звання чемпіона у напівлегкій вазі. Він виграв чотири з наступних п'яти боїв. 28 липня 1969 року Харада вийшов на бій проти чемпіона WBC у напівлегкій вазі австралійця Джонні Фамешона. Бій проходив у Сіднеї, а рефері та єдиним суддею був колишній чемпіон світу в напівлегкій вазі Віллі Пеп (США). Харада програв рішенням судді. Тим не менш, цей результат був дуже суперечливим, і Світова боксерська рада вимагала проведення реваншу.
6 січня 1970 року Харада і Фамешон зустрілися в реванші, цього разу в Токіо. Харада надіслав чемпіона в нокдаун у десятому раунді, але Фамешон відновився, зберігши титул нокаутом в чотирнадцятому раунді. Це був останній бій Харади в кар'єрі.